# Hildrizhausen
Hildrizhausen – miejscowość i gmina w Niemczech, w kraju związkowym Badenia-Wirtembergia, w rejencji Stuttgart, w regionie Stuttgart, w powiecie Böblingen, wchodzi w skład związku gmin Holzgerlingen. Leży w Schönbuch, ok. 7 km na południe od Böblingen.

## Demografia
| Rok  | Liczba mieszkańców |
| 1940 | 852                |
| 1950 | 1 024              |
| 1960 | 1 450              |
| 1970 | 1 956              |
| 1980 | 2 897              |
| 1986 | 2 879              |
| 1990 | 3 061              |
| 1996 | 3 180              |
| 2000 | 3 452              |
| 2005 | 3 627              |